# 周成王攻錄國之戰
周成王攻錄國之戰發生於前11世紀，周天子周成王討伐錄國的一場戰爭。
周成王在位期間，錄國謀反，成王率領軍隊討伐錄國，不料因途中生病而返回。周成王遂派大保召公奭率兵平定。召公不負聖望，完成討伐之命，得勝班師。周成王親迎召公奭，並將餘地的良田賜予召公。召公因而做大保簋謝恩銘世。